# René Bazin
René Bazin (ur. 20 lub 26 grudnia 1853 w Angers, zm. 20 lipca 1932 w Paryżu) – francuski pisarz.
Edukował się w Paryżu i Angers. W 1875 r. został profesorem prawa na Université catholique de l’Ouest w Angers. W 1903 r. został wybrany do Akademii Francuskiej (zajmował fotel 30).
Publikował powieści oraz książki podróżnicze, współpracował z różnymi czasopismami, m.in. z Revue des Deux Mondes. Jego powieści poruszają m.in. tematy życia wiejskiego, miłości do natury oraz pracy. Był tradycjonalistą.
Oficer Legii Honorowej.